# Hål i väggen
Hål i väggen var ett TV-program som sändes på TV6 mellan 14 september och 30 november 2008, samt mellan 27 september 2009 och 17 januari 2010. Programmet var baserat på "Brain Wall" (脳カベ Nōkabe?), som var en del av det japanska lekprogrammet Tonneruzu no Minasan no Okage deshita (とんねるずのみなさんのおかげでした "Tack vare folket från Tunnels"?) som blev en YouTube-hit under namnet "Human Tetris".
Programmet gick ut på att två lag, tävlandes emot varandra, skulle ta sig igenom olika frigolitväggar med utskurna figurer utan att antingen förstöra väggen eller att falla i vattnet. Första säsongen leddes av programledaren Johan Petersson, och i andra säsongen av programledarduon Erik Ekstrand och Mackan Edlund.
Premiärprogrammet slog tittarrekord för TV6 då drygt 500 000 tittare såg programmet.

## Medverkande
De som har medverkat som deltagare i Hål i väggen listas här nedan, där det lag som vann respektive avsnitt är angiven i fet text med      som bakgrundsfärg.

### Säsong 1 (2008)
| Nr | Sändningsdatum    | Blått lag                                          | Rött lag                                             | Tittarsiffror |
| 1  | 14 september 2008 | Linda Rosing, Alexander Erwik, Bobby Oduncu        | Felix Herngren, Björn Gustafsson, Henrik Schyffert   | 579 000       |
| 2  | 21 september 2008 | Dogge Doggelito, Anders Lundström, Jens Sylsjö     | Melker Andersson, Paul Svensson, Danyel Couet        | 470 000       |
| 3  | 28 september 2008 | David Bexelius, Omid Khansari, Mats Ågren          | Elin Kling, Frida Fahrman, Linn Gustafsson           | 358 000       |
| 4  | 5 oktober 2008    | Nour El Refai, Cecilia Forss, Grete Havnesköld     | Morgan Alling, Lars Bethke, Dag Andersson            | 359 000       |
| 5  | 12 oktober 2008   | Andrés Esteche, Tobias Karlsson, Jessica Andersson | Kjell Eriksson, Pär Lernström, Andreas Ibohm         | 306 000       |
| 6  | 19 oktober 2008   | Benke Rydman, Joe Jobe, Alvaro Aguilera            | Isabelle Halling, Blenda Lagerkvist, Andreas Halldén | 353 000       |
| 7  | 26 oktober 2008   | Rafael Edholm, Jocke Andersson, Jerker Malmsten    | Alex Schulman, Calle Schulman, Niklas Schulman       | 285 000       |
| 8  | 2 november 2008   | Peter Wahlbeck, Mikael Reuter, Karl-Henrik Grön    | Eva Nazemson, Petra Larsson, Kim Olivestrand         | 254 000       |
| 9  | 9 november 2008   | Anton Körberg, Paul Tilly, Erik Rydman             | Thérèse Andersson, Fatima Edell, Anna Widing         | 282 000       |
| 10 | 16 november 2008  | Lenita Colley, Susanne Sjödahl, Veronica Andersson | Mackan Edlund, Erik Ekstrand, Erika Falk             | 246 000       |
| 11 | 23 november 2008  | Arash Labaf, Andrea Myrander, Malou Lydeking       | Ola Lindholm, Erik Hörstadius, William Forslund      | 273 000       |
| 12 | 30 november 2008  | Matte Carlsson, David Seisay, Robert Wåtz          | Joacim Cans, Oscar Dronjak, Anders Johansson         | 273 000       |

### Säsong 2 (2009/10)
| Nr | Sändningsdatum    | Blått lag                                             | Rött lag                                                       | Tittarsiffror |
| 1  | 27 september 2009 | Tobbe Blom, Peter Brynolf, Jonas Ljung                | Marko Lehtosalo, Jessica Westergård, Philip Habbal             | 224 000       |
| 2  | 4 oktober 2009    | Morgan Alling, Alexander Larsson, David Lindgren      | Linn Asplund, Petra Tungården, Michaela Forni                  | 206 000       |
| 3  | 11 oktober 2009   | Per Andersson, Linus Eklund Adolphson, Peter Modestij | Bingo Rimér, Carl Bergström, Emanuel Dahlberg                  | 264 000       |
| 4  | 18 oktober 2009   | Tina Thörner, Torgny Mogren, Dermot Clemenger         | Glenn Hysén, Tore Kullgren, Andreas Andersson                  | 235 000       |
| 5  | 25 oktober 2009   | Jörgen Kruth, Larry Lindvall, Jocke Karlsson          | Ara Abrahamian, Frunze Harutyunyan, Sharur Vardanyan           | 229 000       |
| 6  | 1 november 2009   | Mathias Singh, Michael J:son Lindh, Robin Ekman       | Fredrick Federley, Sandra Dahlberg, Josef Leksell              | 241 000       |
| 7  | 8 november 2009   | Josefin Crafoord, Paul Haukka, Jakob Öqvist           | Peter Wahlbeck, Mikael Reuter, Karl-Henrik Grön                | 187 000       |
| 8  | 15 november 2009  | Dogge Doggelito, Lennart Sandelin, Mange Alterström   | Anna Schneider, Rikard Johansson, Maria Macri                  | 240 000       |
| 9  | 22 november 2009  | Jan Bylund, Eszter Lazar, Patrik Wirlén               | Ellenor Pierre, Angela Monroe, Anna Lundh                      | 220 000       |
| 10 | 29 november 2009  | Tobias Karlsson, Blossom Tainton, Henrik Orwander     | Richard Herrey, Melina Herrey, Viktor Åkerblom                 | 186 000       |
| 11 | 10 januari 2010   | Jenny Pettersson, Anna Granath, Fredrik Olofsson      | Jan Emanuel Johansson, Johan "Plexus" Oldenmark, Anneli Nordin | 224 000       |
| 12 | 17 januari 2010   | Ola Forssmed, Mathias Falk, Rickard Finndahl          | Sigrid Åhs, Kija Habibzadeh, Tess Moumtzoglou                  | 105 000       |